# Corynabutilon hirsutum
Corynabutilon hirsutum är en malvaväxtart som först beskrevs av Rodolfo Amando Philippi, och fick sitt nu gällande namn av A.E.Martic.. Corynabutilon hirsutum ingår i släktet Corynabutilon och familjen malvaväxter. Inga underarter finns listade i Catalogue of Life.